# Adiantum fragile
Adiantum fragile es una especie de helecho de la familia Pteridaceae., 

## Descripción
Tiene un tallo corto, grueso, a menudo ramificado varias veces, densamente cubierto con escamas parda amarillentas, estas son deltado-atenuadas a linear-lanceoladas, de 1 a 3 mm de longitud, con el margen denticulado, cilialado, con el ápice filiforme. Hojas en fascículos ascendentes o decumbentes desde 15 a 60 cm de longitud. Pecíolo pardo púrpura lustroso, más cortos que la lámina, cilíndricos, glabros. Lámina aovado-lanceolada de 10 a 45 cm de longitud y de 4 a 18 cm de ancho 3-4 pinnadas en la base. Últimos segmentos obovado-cuneados, 7-15 mm de longitud, 5-10 mm de ancho, pecioluladas. Tejido delicadamente herbáceo, verde claro, creciendo solitario o en pares, en lobos poco prominentes, marginales. Margen reflexo de un pardo claro, delicadamente translúcido hacia el margen.

## Taxonomía
Adiantum fragile fue descrita por Peter Olof Swartz y publicado en Nova Genera et Species Plantarum seu Prodromus 135. 1788.
Etimología;
Adiantum: nombre genérico que proviene del griego antiguo, que significa "no mojar", en referencia a las hojas, por su capacidad de arrojar el agua sin mojarse.
fragile: epíteto latíno que significa "frágil"
Sinonimia
- Adiantum grandifolium Ching